# José Centeno González
Jose Centeno González (Écija, 1876 -) va ser un advocat i diputat andalús. En 1897 es va llicenciar en dret i en filosofia i lletres a les universitat de Sevilla. Des de 1915 va exercir com advocat a Madrid, però durant la dècada de 1920 exercí com a catedràtic d'ensenyament secundari. Va ser diputat de la Diputació Provincial de Sevilla algunes vegades i fou escollit diputat pel districte d'Écija a les eleccions generals espanyoles de 1918 i 1923 dins les files del sector demòcrata del Partit Liberal Fusionista. Afí a Manuel García Prieto i després a Niceto Alcalá-Zamora, durant els mesos anteriors a la proclamació de la Segona República Espanyola participà en la constitució de la Dreta Liberal Republicana, partit amb el qual seria escollit novament diputat per Sevilla a les eleccions generals espanyoles de 1931. Entre abril i juny de 1931 fou nomenat governador civil de la província de València. El 1933 fou nomenat ministre del Tribunal de Comptes d'Espanya, càrrec que compatibilitzà amb la direcció del seu partit a Sevilla.